# Die Faust des Schicksals (1917)
Die Faust des Schicksals ist ein deutsches Stummfilmdrama von und mit Alwin Neuß.

## Handlung
Die Geschichte zeigt eine melodramatische Handlung, die im Zirkusmilieu beginnt. Dort rettet eines Tages während einer Vorstellung Bob, der Clown eine junge Frau, die versehentlich in den Tigerkäfig geraten war. Als er die junge Frau, ganz Galan, zu ihrer Wohnung heim geleiten will, ist sie plötzlich verschwunden. Wenig später kommt es zu einem überraschenden Wiedersehen, als sie inmitten der Nacht in seiner Wohnung steht und ihn mit einer flackernden Laterne blendet. Marfa, so heißt das Früchtchen, „arbeitet“ nämlich als Einbrecherin und ist ungewollt bei ihrem Retter gelandet. Gerade war sie dabei, seinen Schreibtisch auf der Suche nach Wertgegenständen zu durchwühlen. Sie erzählt dem gutmütigen Bob eine herzerweichende Geschichte vom bösen Pflegevater Zoalla, der draußen schon auf sie warte und die junge Frau zwinge, Nacht für Nacht auf Beutetour zu gehen. Bob lässt Zoalla in seine Wohnung kommen und liest ihm die Leviten. Er lasse ihn diesmal davon kommen, so er ihm, Bob, versprechen würde, ab sofort Marfa in Ruhe zu lassen.
Beide jungen Leute verlieben sich ineinander, heiraten, und Marfa wird schließlich Mutter einer Tochter namens Carmen. Es dauert nicht lange, da erwischt Bob seine Frau in flagranti, wie sie in der Zirkusgarderobe einen Stammgast im Zirkus, den feinen Herrn van der Stuift küsst. Bob saust nach Hause und entdeckt dort heiße Liebesbriefe, die van der Stuift an seine Marfa geschickt hatte. Dann stellt er den Nebenbuhler in dessen vier Wänden zur Rede und verwundet ihn mit einem gezielten Schuss. Bob kehrt zu sich nach Hause zurück, wo es zu einer heftigen Szene mit Marfa kommt. Dann stellt er sich der Polizei. Nachdem er seine Haftstrafe verbüßt hat, kehrt Bob nicht mehr zu Marfa zurück, sondern verdingt sich als Kohlenarbeiter. Der Zufall will es, dass Bob Marfa eines Tages wieder sieht, und er geht zu ihrer Wohnung, um wenigstens sein Kind, die kleine Carmen, wieder zu sehen. Doch wieder schlägt die titelgebende Faust des Schicksals zu: Marfa lacht ihn nur höhnisch aus und sagt ihrem Exmann, dass sie mit einem Ex-Knacki nichts mehr zu tun haben wolle und er Carmen nie mehr wieder sehen werde. Daraufhin konzentrierte sich Bob ganz auf die Arbeit beim Zirkus, wohin er reumütig zurückkehrt und große Karriere macht.
Jahre sind vergangen, und wieder ruft die Stimme des Blutes. Bob entschließt sich eines Tages, zur van der Stuifts Villa zu gehen, um nun doch noch Carmen wieder sehen zu können. Hier erfährt Bob, dass van der Stuift mitsamt Carmen Marfa verlassen habe und beide ins Ausland gegangen seien. Verbittert und enttäuscht zieht sich der Clown in eine kleine Stadt zurück. Als dort eines Tages Zirkusleute vorbeiziehen, erfährt er, dass diese Truppe eines ihrer Mitglieder sterbenskrank zurücklassen müsse. Bob will sich um diese gramgebeugte Frau kümmern, da erkennt er in ihr Marfa! In den letzten Zügen hängend, sagt ihm seine Ex, wo sich van der Stuift aufhalte. Wieder kommt es zur Konfrontation zwischen Bob und van der Stuift, der dem leiblichen Vater erklärt, dass die mittlerweile erwachsene Carmen demnächst den Sohn des Kammerpräsidenten heiraten werde. Um ihr ihre Zukunft nicht zu verbauen, da es wohl kaum zur Eheschließung kommen würde, sollte man erfahren, dass Carmens leiblicher Vater ein Ex-Sträfling ist, verzichtet Bob auf seinen sehnlichsten Wunsch, Carmen wieder zu sehen. Er kehrt zum Zirkus zurück und will als Clown wenigstens den anderen Menschen ein Lächeln ins Gesicht zaubern.

## Produktionsnotizen
Die Faust des Schicksals entstand im Eiko-Film-Atelier in Berlin-Marienfelde, besaß vier Akte auf 1652 Meter Länge und passierte im Juli 1917 die Filmzensur. Die Uraufführung fand am 23. August 1917 in Berlins Marmorhaus statt.

## Kritik
„Ein erschütterndes Menschenschicksal ist es, das sich uns in dem prächtigen Film Die Faust des Schicksals ... offenbart und uns alle Saiten der Seele in Mitleid und Teilnahme schwingen läßt. Das tragische Geschick des Helden greift um so mehr ans Herz, als es mit seiner Lebensstellung in krassem Widerspruche steht. (...) Packend wie das Sujet ist das Spiel des Trägers der Hauptrolle, Alwin Neuß, dessen Kunst unanfechtbar und altbewährt ist. Auch seine Leistungen als Regisseur sind rühmlichst hervorzuheben. Bis ins kleinste Detail ist in diesem Film alles aufs sorgfältigste durchgeführt und mit künstlerischem Geschmacke arrangiert.“